# Prothorakotropes Hormon
Das prothorakotrope Hormon (PTTH) ist ein Insektenhormon. Chemisch gesehen ist es ein Homodimer aus zwei Peptidketten, die aus je 109 Aminosäuren bestehen. Erstbeschrieben wurde es 1922 von Stefan Kopeć als Gehirn-Hormon.
PTTH wird von zwei Zellgruppen im Gehirn von Insektenlarven ausgeschüttet. Als glandotropes Hormon steuert es die Sekretion des Steroidhormons Ecdyson und damit Wachstum und Metamorphose des Tieres.